# Jürgen Konczak
Jürgen Konczak  (* 1960 in Hamburg) ist ein Professor für neuromotorische Biomechanik an der University of Minnesota, Minneapolis,  Direktor des Human Sensorimotor Control Laborators und Fellow der National Academy of Kinesiology.

## Leben
Nach dem Abitur in Hamburg studierte er Sportwissenschaft und Philosophie an der Westfälischen Wilhelms-Universität in Münster. Nach dem Lehramtsexamen 1984 setzte er sein Sportstudium an der University of Idaho, Moscow fort, wo er 1985 den Master of Science ablegte. Er wurde nun Wissenschaftlicher Mitarbeiter an der University of Wisconsin, Madison bis 1990, war ein Jahr Mitarbeiter an der Indiana University Bloomington, ehe er 1991 seinen Ph.D. in Kinesiologie an der University of Wisconsin abschloss. Von 1991 bis 1995 war er Wissenschaftlicher Mitarbeiter in der Neurologie des Klinikums der Eberhard Karls Universität Tübingen. Von hier wechselte er an das Institut für Psychologische Kybernetik und Psychobiologie der Heinrich-Heine-Universität Düsseldorf, wo er 1998 zum Dr. rer. nat. habil. habilitiert wurde. 
Sodann wechselte er an die University of Minnesota, wo er schließlich zum ordentlichen Professor und Direktor des Forschungsinstituts aufstieg. 
2017 war er Gastprofessor an der Technischen Universität München, der er als Research Fellow verbunden blieb. Er leitet an seiner Universität das Zentrum für klinische Bewegungswissenschaft. Sein Hauptforschungsfeld ist die Analyse von pathologischen Bewegungen als Folge neurologischer Krankheiten. Zusammen mit italienischen Kollegen hat er ein Patent auf ein Analyse- und Trainingsgerät für den Wiederaufbau von Wahrnehmung am Handgelenk. 2010 wurde er zum Fellow der National Academy of Kinesiology kooptiert.